# Knud Larsen (arkitekt)
 For alternative betydninger, se Knud Larsen. (Se også artikler, som begynder med Knud Larsen)
Knud Larsen (11. oktober 1854, Slagelse - 19. november 1939, smst.) var en dansk arkitekt, der stod for opførelsen af en mængde bygninger i Slagelse.
Han nedsatte sig i 1884 som arkitekt i Slagelse, idet han samtidig overtog sin faders (Erik Larsens) forretning.
Han var medlem af Håndværker- og Industriforeningens bestyrelse, og var vurderingsmand i Købstædernes Alm. Brandforsikring. Han var desuden medlem af direktionen for Sparekassen for Slagelse og Omegn fra 1890 og næstformand fra 1913.
Knud Larsen rejste fra 1880 til 1881 til Rom og Paris, hvor han mødt en række andre skandinaviske kunstnere og arkitekter.
Hans gravsten findes i Sankt Peders Kirke i Slagelse.

## Værker
- Svaneapoteket/ det gamle posthus på Bredegade 8. Opført 1890.
- Teknisk Skole, Smedegade 30. Opført 1892.
- Alderstrøst, Herrestræde 13 – 15. Opført 1892.
- Hackenbergers villa, Skolegade 10. Opført 1895.
- Flemmers villa, Skolegade 7. Opført 1898.
- Sparekassen for Slagelse og Omegn, Bredegade 6. Opført 1903.
- Tilbygning af gymnastiksal på Realskolen, Skolegade 8. Opført 1906.
- Badeanstalten, Søndre Stationsvej 1. Opført 1907.
- Alderdomshjemmet, Smedegade 32. Opført 1907.
- Markskolen (nu Toften), Holbækvej 16. Opført 1908.
- Elværket (ny Musikhus), Søndre Stationsvej 1. Opført 1909.
- Borgmestervillaen, Rytterstaldsstræde 1. Opført 1911.
- Garnisonssygehuset, bygning 11. Opført 1912.
- Vestre Skole, Sankt Pedersgade 18. Opført 1914.
- Slagelse Sygehus, den gamle hovedbygning (bygning 14). Opført 1919.
- FDB-bygningen, Løvegade 76. Opført 1923.
- Villa, Sankt Jørgensgade 10. Opført 1923.
- Gymnastiksale bag VUC, Herrestræde 11. Opført 1926.